# Chediakův–Higashiho syndrom
Chediakův-Higashiho syndrom (CHS) je velmi vzácné dědičné onemocnění, které se vyskytuje především v některých židovských skupinách. Nemoc však není specifická výlučně pro člověka a objevuje se i u skotu, bílých tygrů, modrých perských koček, myší, norků, lišek a kosatek dravých.

## Diagnóza
Chediakův-Higashiho syndrom se manifestuje okulokutánním albinismem (snížená pigmentace), stříbřitě blond vlasy, hepatosplenomegálii, hypertrofií ganglií a recidivujícími hnisavými infekcemi kůže a dýchacích cest.
V periferním krevním obraze je patrna anomálie granulace leukocytů a lymfocytů (velká granula), stejně jako plazmatických inkluzí v myeloidních buňkách v kostní dřeni. V prenatální diagnostice může být nemoc rozpoznána pomocí fetálního rozboru krve nebo biopsie z chlupů či kůže.

## Příčina
Syndrom je autosomálně recesivně dědičný. CHS-gen leží na dlouhém raménku chromosomu 1, genový lokus q42.1–q42.2. Příčinami symptomu jsou funkční poruchy leukocytů s polymorfním jádrem (ty obsahují charakteristické lysosomální vakuoly) a nedostatek natural-killer (NK) lymfocytů. Výzkum na zvířecím modelu, myši, vedl k objevu příčiny mutace v genu pro LYST-protein, jehož funkce je zatím neznáma.
S Chediakovým-Higashiho syndromem je většinou spojena agresivně probíhající parodontitida.

## Terapie
Nemoc může být léčena pomocí transplantace kostní dřeně.

## Prognóza
Očekávaná délka života je silně snížena. Většina dětí trpících CHS se kvůli probíhajícím infekcím nebo kvůli vzniku maligních nádorů nedožije více než deseti let.